# Java (baile)
Java es una danza que se desarrolló en Francia a principios del siglo XX. El origen de su nombre es incierto, pero probablemente evolucionó a partir de la vals.
Principalmente realizado en francés musette entre 1910 y 1960, el baile fue concebido en gran parte debido a la demanda popular por un nuevo tipo de vals. En particular, uno que era más fácil, más rápido, más sensual, y no requeriría un salón de baile tan grandes como los que se suelen utilizar para vals.
Toma la forma de un vals rápido, con los bailarines bailando muy cerca uno del otro, dando pequeños pasos para avanzar. Con frecuencia los hombres colocar ambas manos en las nalgas de su pareja mientras que el baile. Esto llevó a algunos de los salones de baile musette más respetables a prohibir el java.